# Tacuarembó FC
Tacuarembó Fútbol Club är en professionell fotbollsklubb i Tacuarembó, Uruguay. Klubben grundades den 13 november 1998 och spelar sina hemmamatcher på Estadio Ingeniero Raùl Goyenola. Det uruguayanska fotbollsförbundet AUF hade ett mål under 1990-talet att försöka få med fler lag i högstaserien som låg utanför Montevideo. Tacuarembó FC var ett av dessa lag som fotbollsförbundet hjälpte till med sammanslagningen av 21 olika klubbar från alla delar av departementet Tacuarembó.